# Szilágyi Bea
Szilágyi Bea (Szilágysomlyó, 1908. július 18. – Budapest, 1987. október 2.) magyar színésznő, egyetemi tanár, Páger Antal felesége.

## Életpályája
1928-ban a kolozsvári Operában táncosnőként kezdte pályáját. 1945-ben a Szabad Színház tagja volt. 1945–1946 között a Magyar Színházban szerepelt. 1946–1948 között a Madách Színház társulatának tagja volt. 1948–1949 között a Vígszínház színésznője volt. 1949–1951 között a Vidám Színpad tagja volt. 1951-ben visszavonult a színpadtól. 1951–1956 között a Színházművészeti Szövetség főtitkára volt. 1952-től a Színház- és Filmművészeti Főiskolán színészmesterséget és zenés rendezést tanított. A Budapesti Operettszínházban játékmestereként tevékenykedett.

## Magánélete
1958-ban házasságot kötött Páger Antal színművésszel.
Sírjuk a Farkasréti temetőben található (25-1-84/85).

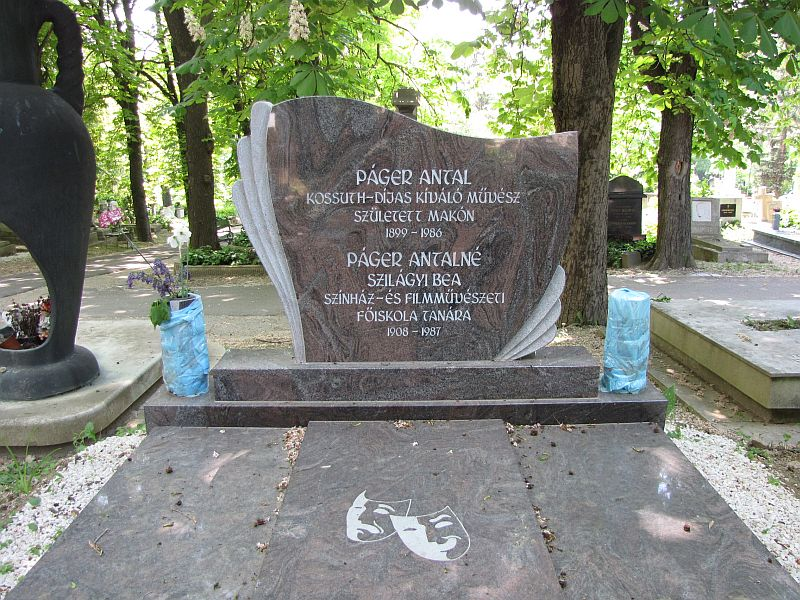
Páger Antal és Szilágyi Bea sírja a budapesti Farkasréti temetőben (25-1-84/85.)

## Színházi szerepei
- Örkény: Zsugori uram....Fruzsina
- Steinbeck: Egerek és emberek....Curlyné
- Companez–Noe: Estére jóbarát érkezik....Bárónő